# Sint-Johanneskerk (Nes)
De Sint-Johanneskerk is een kerkgebouw in Nes, gemeente Noardeast-Fryslân, in de Nederlandse provincie Friesland.

## Beschrijving
De kerk, oorspronkelijk gewijd aan Johannes de Evangelist, is een eenbeukige kerk waarvan het oudste deel uit de 12e eeuw stamt. Het vierzijdig gesloten gotisch koor uit de 13e eeuw is versierd met lisenen, een rondboogfries en tandlijst . De zadeldaktoren werd gebouwd op een restant van gereduceerd westwerk. In de toren met een mechanisch torenuurwerk hangt een luidklok (1477) van Gert met afbeeldingen van Madonna met kind en Johannes de Evangelist en een luidklok (1686) van Petrus Overney. De spitsboogvensters dateren uit de 16e eeuw. In 1604 werd de toren deels beklampt en het interieur van het schip voorzien van een houten tongewelf. In de kerk een preekstoel (1775) in rococostijl (toegeschreven aan Yge Rintjes uit Dokkum), een herenbank (1775). Het orgel uit 1906 is gebouwd door de firma M. Vermeulen te Woerden. De kerk is een rijksmonument.

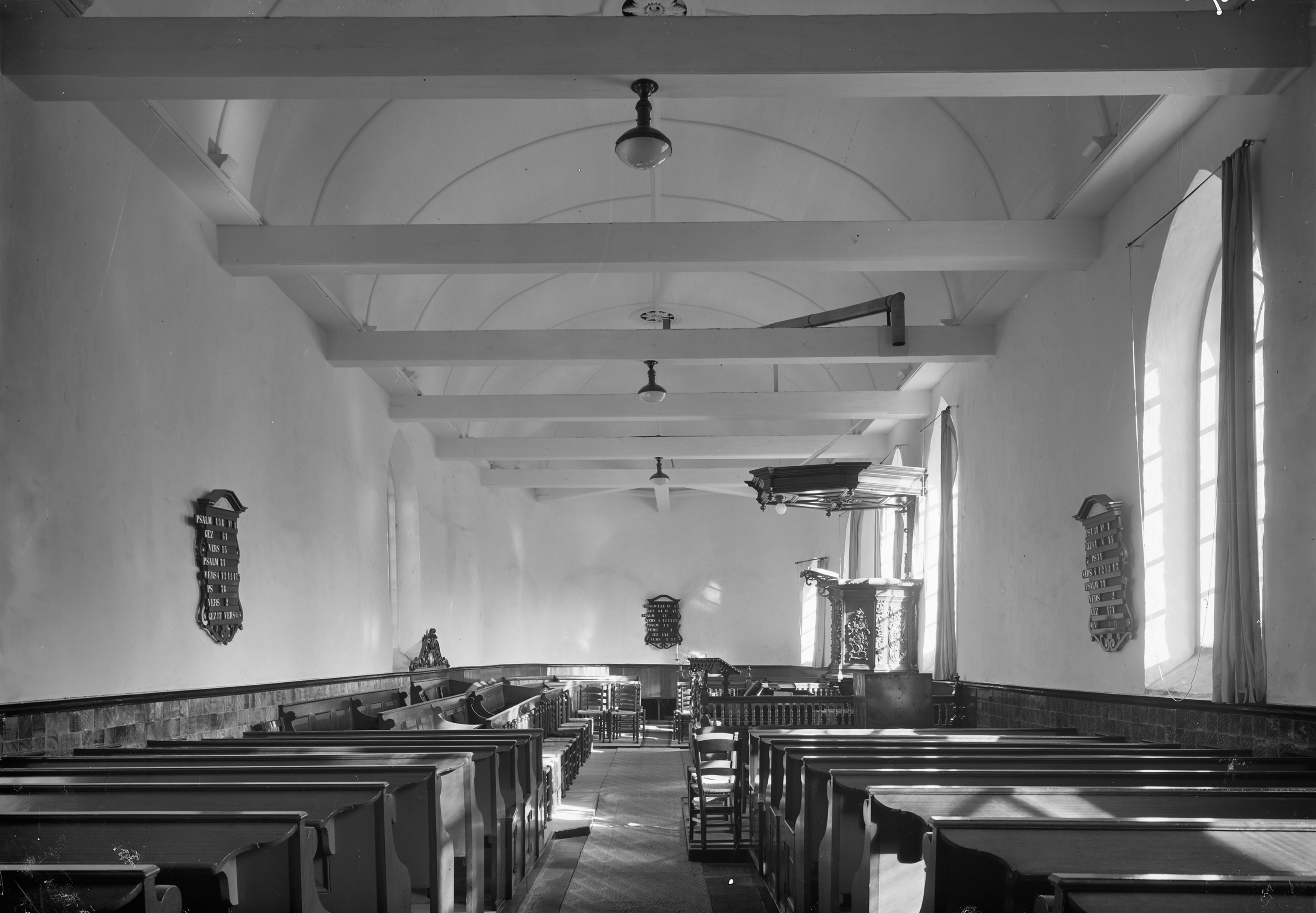
Interieur
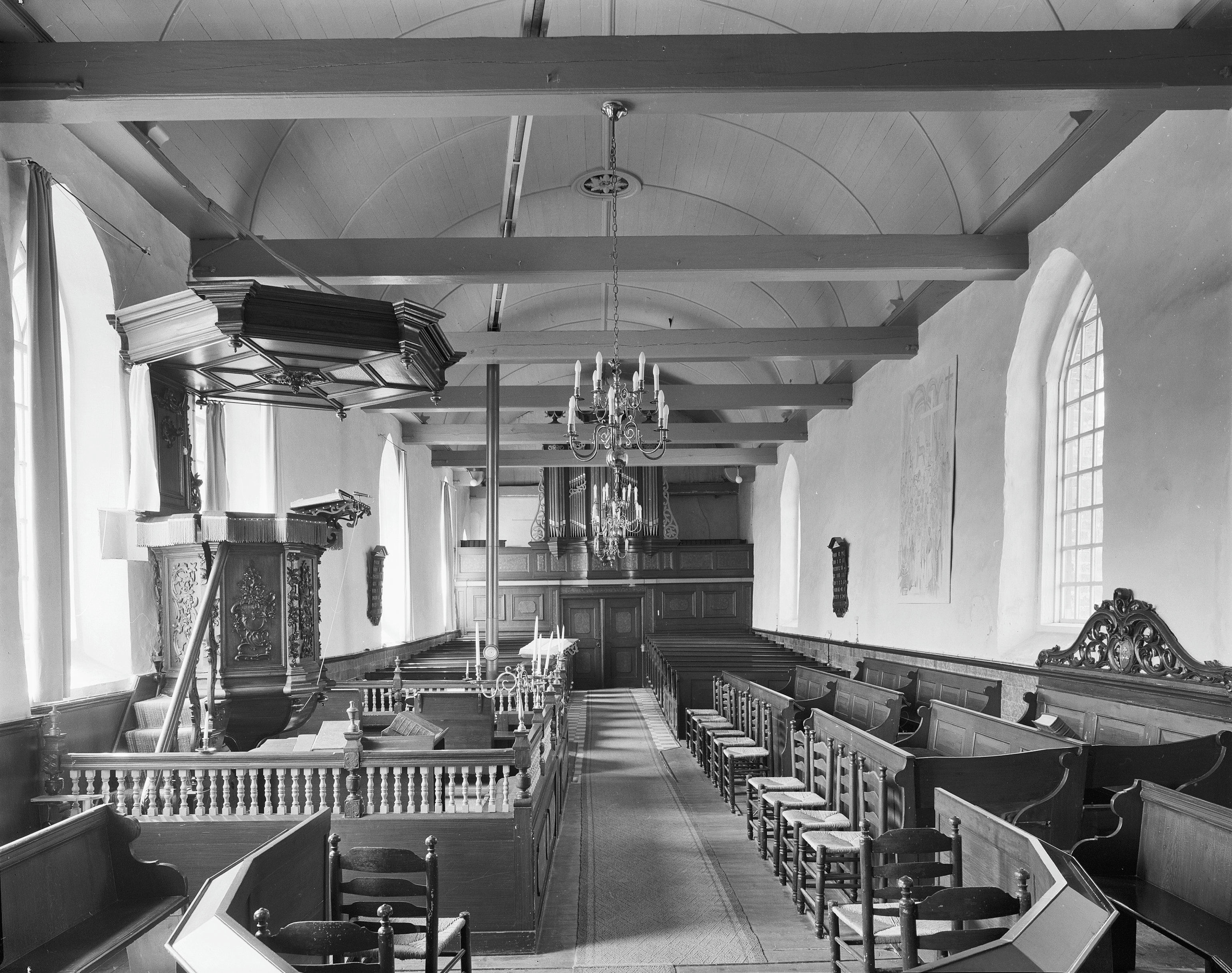
Interieur (1975)
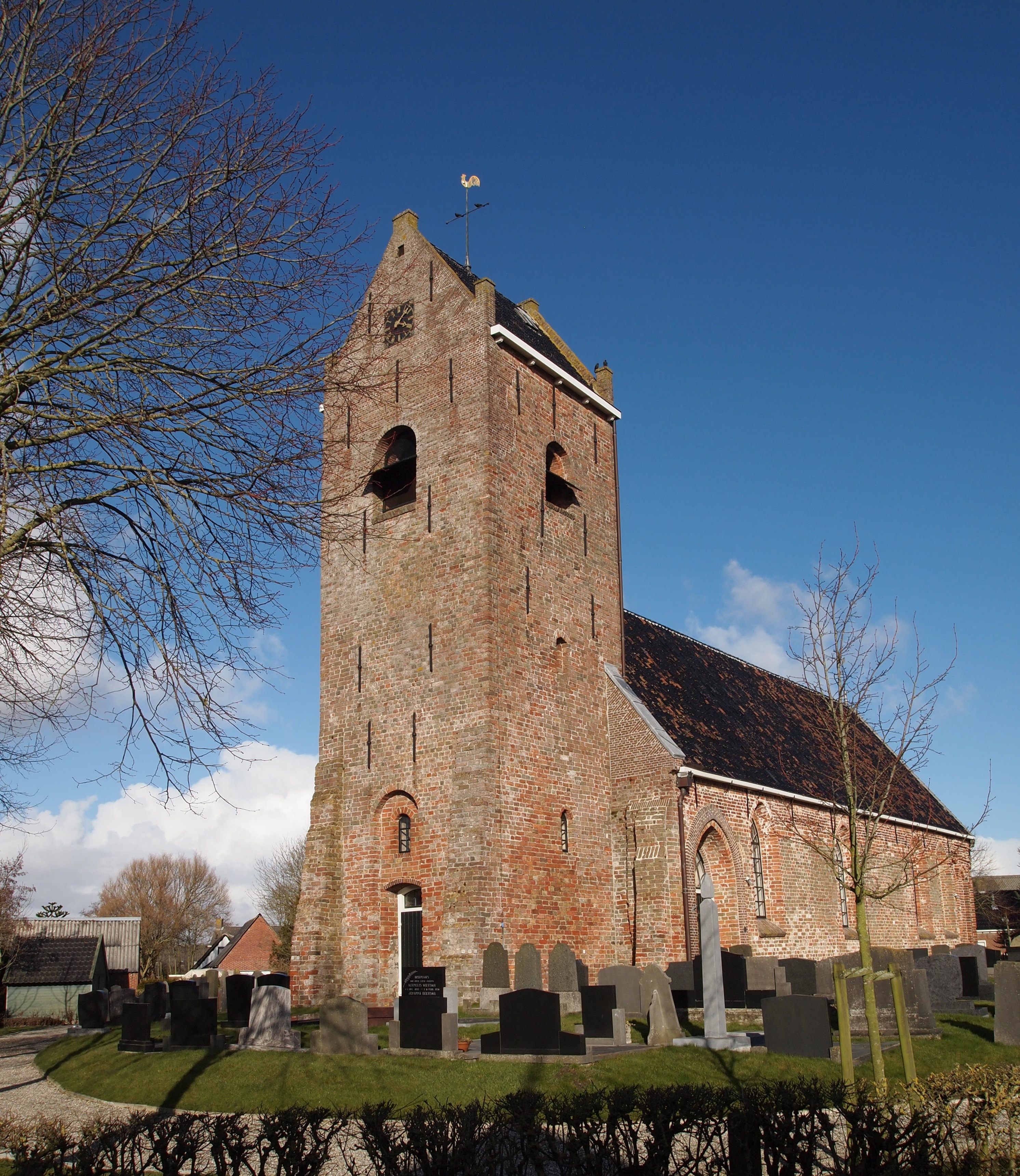
kerk in 2013